# Sylvie Bitterlin
 (février 2025).
Motif : Manque de sources de notoriété nationales sur la durée
- Archive Wikiwix
- Bing
- Cairn
- DuckDuckGo
- E. Universalis
- Gallica
- Google
- G. Books
- G. News
- G. Scholar
- Persée
- Qwant
- (zh) Baidu
- (ru) Yandex
- (wd) trouver des œuvres sur Wikidata

| 1. | Préciser le motif de la pose du bandeau. | Précisez le motif de la pose du bandeau en utilisant la syntaxe suivante : {{admissibilité à vérifier\|date=août 2025\|motif=remplacez ce texte par le motif}}                        |
| 2. | Informer les utilisateurs concernés.     | Pensez à avertir le créateur de l'article, par exemple, en insérant le code ci-dessous sur sa page de discussion : {{subst:avertissement admissibilité à vérifier\|Sylvie Bitterlin}} |

Sylvie Bitterlin est une militante écologiste et comédienne de théâtre française. 
Elle est connue pour se battre, au sein d'un collectif, contre l'entreprise Boralex et l'implantation de parc photovoltaïque de 20 000 panneaux solaires dans la montagne de Lure.

## Biographie
Depuis 1994, elle dirige la compagnie de théâtre La Compagnie du Passeur dans les Alpes-de-Haute-Provence. Dans ce cadre, elle crée plusieurs spectacles. 
Son activisme écologique actif commence lorsqu'elle découvre le projet de centrale photovoltaïque à Cruis, juste à côté de chez elle. S'installe alors une lutte locale sur les divers sites du projet de la société canadienne Boralex sur la montagne de Lure, un massif de 42 kilomêtres.  

## Activisme
En 2019, elle crée, avec d'autres militants, le collectif Elzéard, Lure en Résistance afin de se battre pour protéger la montagne de Lure de la construction d'un parc solaire à Cruis  de 20 000 panneaux solaires.par la société canadienne Boralex,  projet photovoltaïque dévastateur pour la biodiversité,. La montagne de Lure en Alpes-de-Haute-Provence est le site d'espèces endémiques comme par exemple  le lézard ocellé, l'alexanor ou le circaète Jean-le-Blanc. 
Le collectif prend son nom du personnage d'Elzéar Bouffier dans la nouvelle L'homme de Jean Giono. Dans cette nouvelle le personnage plante des arbres sur la Montagne de Lure pour la sauver de la sécheresse. Le collectif réunit 19000 signatures contre le projet et tente d'empêcher la coupe des arbres. 
Entre 2022 et 2024, elle bloque, avec le collectif, divers chantiers faisant ralentir le projet sur certains sites,. 
Le 4 octobre 2023, elle est arrêtée avec Claudine Clovis, chirurgienne dentiste à la retraite, alors qu'elles sont allongées en travers du chemin qui conduit les engins vers le chantier Boralex à Cruis.  Elles sont placées en garde à vue à Forcalquier.
Le 4 octobre, pendant une nouvelle journée d’action à Cruis, Sylvie Bitterlin et Claudine Clovis, 72 ans, chirurgienne-dentiste à la retraite, ont été arrêtées par les gendarmes. Elles s’étaient allongées sous les roues des engins de terrassement. Garde à vue à Forcalquier, comparution immédiate devant le tribunal de Digne-les-Bains, qui a finalement reporté leur procès au 5 décembre. Les deux femmes sauront le 25 janvier si elles sont condamnées. A l’audience, seule une amende de 1 200 euros a été requise.
En février 2024, elle sont condamnées par le tribunal de Digne-les-Bains à une amende avec sursis pour entrave à la circulation suite au blocage des chantiers. Ensemble, elles sont surnommées les Gardiennes de Lure. La cour administrative de Marseille annule le 31 mai 2024  la dérogation de  janvier 2020 octroyée par le préfet des Alpes-de-Haute-Provence à la société Boralex,. 
En novembre 2024, elle co-écrit et publie avec Clément Osé le roman Les Marchands de soleil — Face à la machine photovoltaïque. Un ouvrage de non-fiction littéraire qui relate la lutte des militants pour préserver la montagne de Lure d'un projet photovoltaïque,. 

## Ouvrages
- Clément Osé et Sylvie Bitterlin, Les marchands de soleil: face à la machine photovoltaïque, Tana éditions, coll. « Nouveaux récits », 2024 (ISBN 979-10-301-0569-8).